# 14-я стрелковая бригада
14-я отдельная стрелковая бригада (1-го формирования) — воинское соединение СССР в Великой Отечественной войне.

## История

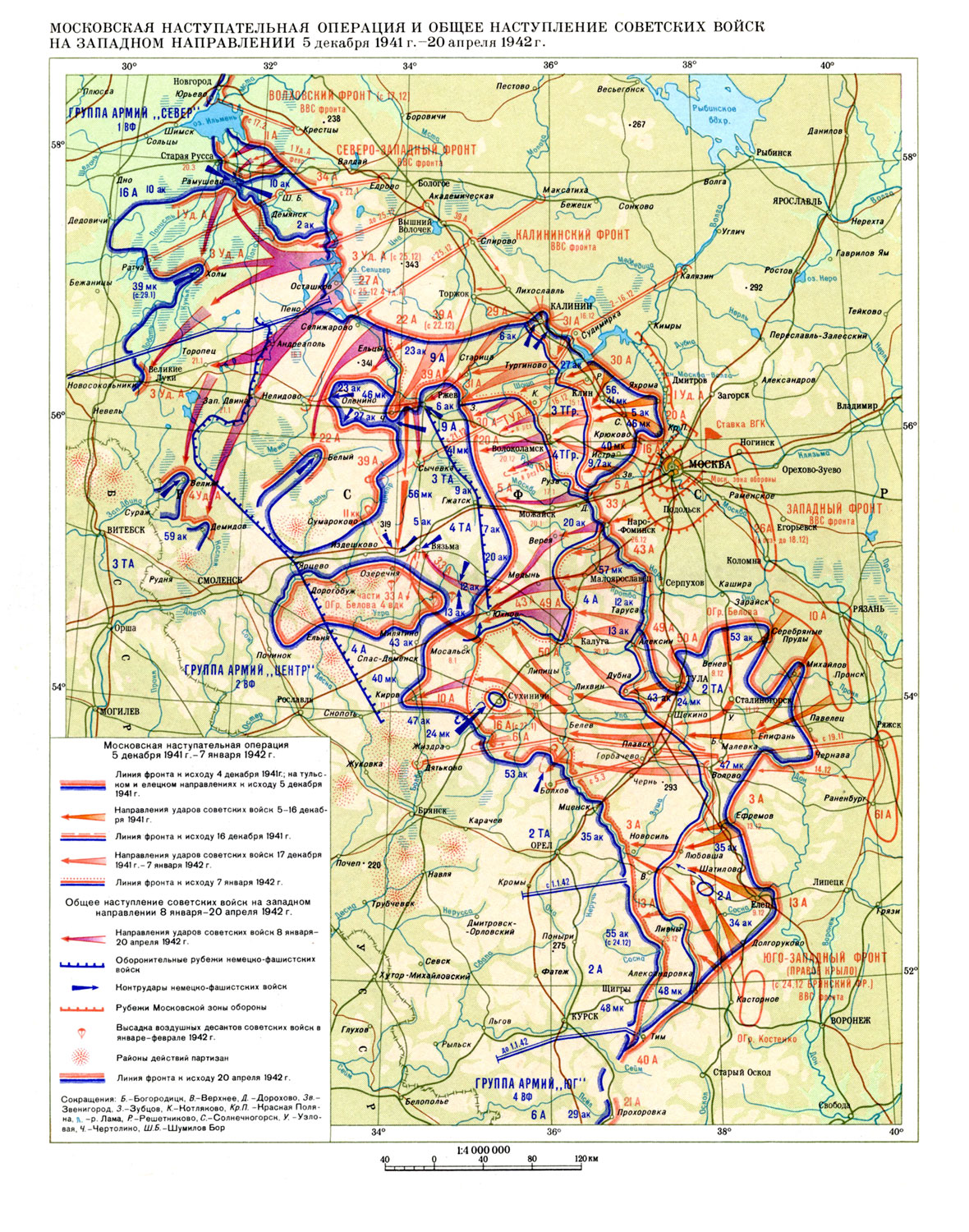
Битва за Москву (1941—1942)

Согласно Постановлению ГКО от 14.10.1941 «О формировании 50 стрелковых бригад» осенью 1941 года в Северо-Кавказском военном округе была сформирована 14-я стрелковая бригада на базе:
1. курсантского состава военно-пехотных училищ Северо-Кавказского ВО — 1119 человек.
2. курсантского состава полковых школ — 432 человека
3. сержантского и рядового состава запасных частей — 1525 человек
4. районных военкоматов Северо-Кавказского ВО — 1023 человека

Формирование бригады происходило в районе железной дороги станции Уманская Краснодарского края.
В октябре численность личного состава была увеличена на 1500 человек.
5—10 ноября 1943 года в районе Зенино — Кондуя Тосненского района Ленинградской области по решению Военного совета 54-й армии в 80-ю стрелковую дивизию были переданы 1158 человек, 120 лошадей и 20 автомашин.
Личный состав в основном состоял из обученных кадров. К 25—30 ноября 1941 года бригада в основном была укомплектована, и личный состав состоял из обученных кадров. 5 декабря 1941 года по приказу Ставки Верховного Главнокомандования бригада была переброшена в город Перово Московской области, 8 декабря 1941 года она вошла в состав 1-го Гвардейского стрелкового корпуса. В ночь с 6 на 7 января 1942 года она совершила марш в г.Химки через Красную площадь г. Москвы.
В городах Перово и Химки части соединения укомплектовывались вооружением, боеприпасами. 11 января 1942 года по приказу командира корпуса бригада выгрузилась на разъезде 52 и сосредоточилась под Москвой в Ямской слободе, Стуковое и Тушино. 21 января 1942 года её части, преодолев походным маршем 60 км, сосредоточились в районе Гостцы, Замленье, Веретье, Осмоево, Кружали, Заполье, Чертовщина Новгородской области. Штаб бригады находился в Заполье.
В начальный период существования бригады в журнал боевых действий не были внесены записи о боевых действиях, фамилии и звания командиров, номера подразделений (лишь после замечания проверяющего записи стали более подробными). (Журнал боевых действий 14-й осб,с.66-67)
С 12 по 25 января 1942 года бригада усиленно занималась с боевой техникой, а 25 января совершила 60-километровый марш в район Киёво.
29 января 1942 года приказом командира 1-го гвардейского стрелкового корпуса бригаде была поставлена задача вместе с 203-м отдельным лыжным батальоном войти в прорыв, совершенный 7-й гвардейской стрелковой дивизией и овладеть узлом сопротивления противника Козлово — Давыдово — Михалкино — Овчинниково в Волоколамском районе. Позиции бригады подвергались массированным атакам противника с воздуха. В ходе боев за деревни Козлово, Давыдово, Сычёво, Михалкино и Овчинниково, несмотря на самоотверженность бойцов, приказ командования полностью не был выполнен. Были освобождены Сычево и Давыдово, остальные населенные пункты остались в руках противника. Командир бригады полковник Светляков 2 февраля 1942 года был отстранен от должности командира соединения.
В боях было убито около 300 солдат противника и около 600 ранено, уничтожено 12 станковых пулеметов, 3 минометные батареи, 6 ДЗОТ и взорвано 2 склада боеприпасов.
С февраля 1943 года до февраля 1944 года 14-я осб участвовала в боях на Волховском фронте.
18 февраля 1942 года 14-й отдельной стрелковой бригаде командующим 54-й армией была поставлена задача прорвать оборону противника и выйти в район села Ивановское, занять дорогу Шапки-Любань (Тосненский район) и удерживать этот рубеж до подхода главных сил. 19 февраля бригада вступила в бой с противником южнее деревни Кондуя. На участке деревни Макарьевская пустынь батальоны встретили сильное огневое сопротивление противника.
19 февраля 1943 года ответственный секретарь ВКП партбюро 2-го отдельного стрелкового батальона 14-й отдельной стрелковой бригады 54-й армии, капитан И. И. Мезин повел бойцов в атаку на вражеские укрепления, скрытно подполз к вражескому блиндажу и забросал его гранатами, тем самым обеспечил продвижение подразделения вперёд.
7 марта 1943 года бригада вошла в оперативное подчинение командования 64-й гвардейской стрелковой дивизии.
30 марта 1943 года войска Волховского фронта силами ударной группировки 8-й армии вели бой за овладение узлом сопротивления противника в районе Карбусель и по расширению прорыва в северо-западном направлении на участке: озеро Барское, болото Гороховое.
14-я стрелковая бригада (в составе 8-й армии) в течение всего дня вела напряжённые бои на всём участке прорыва, отражая неоднократные контратаки противника и добилась незначительного продвижения (до 200 метров) и захватила неприятельские блиндажи. Остальным силам добиться успеха не удалось. Весной 1943 года неприятель укрепил свои позиции в этом районе за счет переброски свежих сил из Германии.

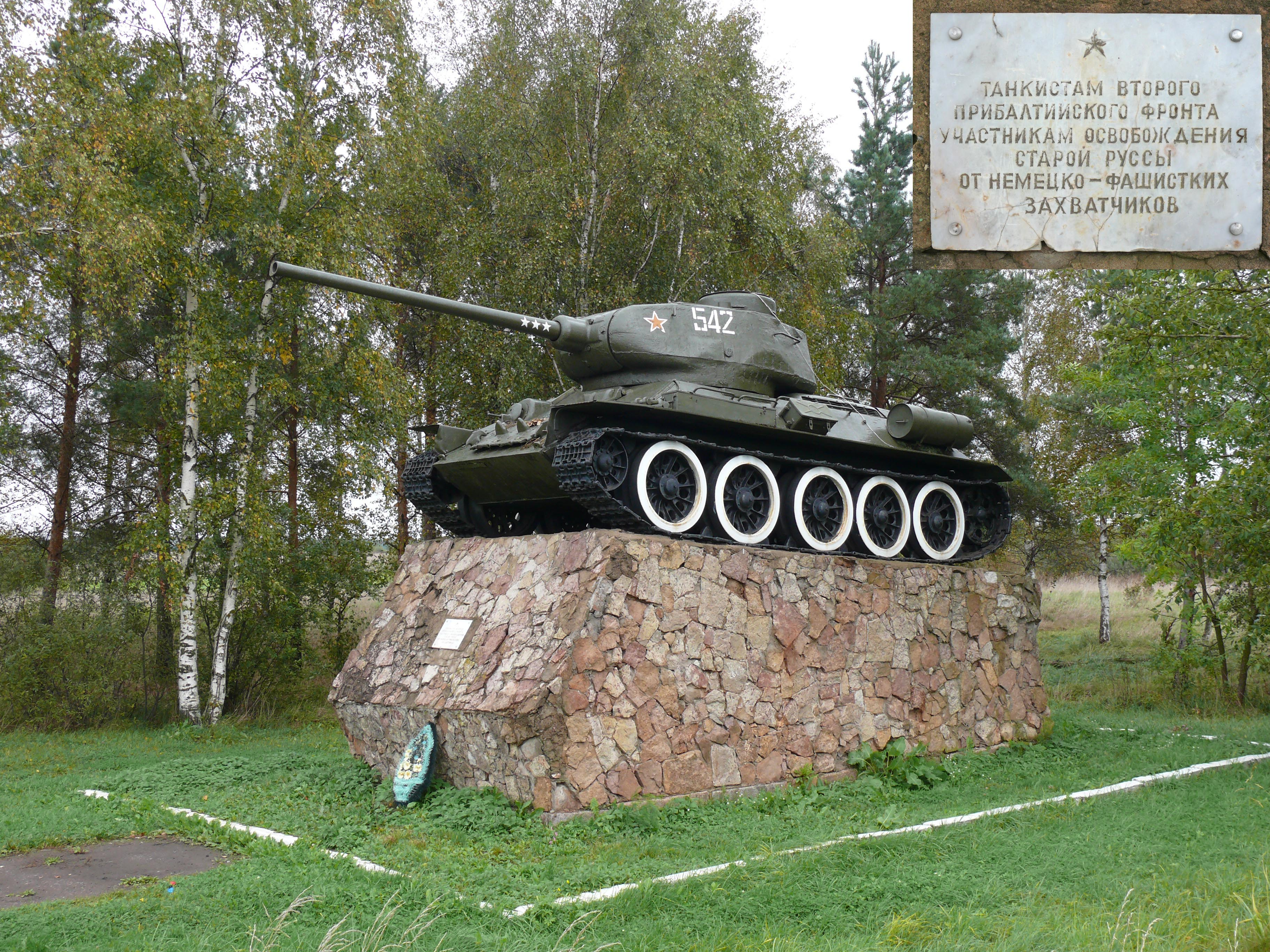
Памятник освободителям Старой Руссы 18.02.1944 г.

13.04.43—5.05.43 г. — бригада находилась в оперативном резерве Волховского фронта.
5 мая 1943 года 14-я осб перешла в распоряжение 54-й армии.
В ночь на 27.05.43 г. сменила части 311 сд и 198 сд на участке фронта в районе Макарьевской пустыни и Смердыни.
22 июля—22 августа 1943 года войсками Ленинградского и Волховского фронтов осуществлялась Мгинская операция с целью окружить и разгромить мгинско-синявинскую группировку противника, которая, несмотря на значительные усилия, не была достигнута.
4 сентября 1943 года бригада совершила марш в район деревни Зенино Тосненского района. Бригаде была поставлена задача совместно с 281 сд и 80 сд наступать на Чудов Бор, далее на Померанье с целью перерезать железную дорогу и Ленинградское шоссе. Советские войска форсировали р. Тигоду, но развить успех не смогли. Бригада закрепилась на западном берегу реки, создав плацдарм для будущего наступления.
27 января 1944 годачасти бригады перешли в наступление с плацдарма на р. Тигода в направлении станции Бабино.
18 февраля 1944 года части 14-й осб (1-я ударная армия,2-й Прибалтийский фронт) освободили Старую Руссу.
За время зимнего наступления (18.02—24.02.44) бригада освободила 369 населенных пунктов, линию железной дороги Старая Русса — Дно.
31 декабря 1943 года 14-я отдельная стрелковая бригада получила Боевое Красное знамя и грамоту Президиума Верховного Совета СССР.
28 апреля 1944 года на основании распоряжения штаба 1-й Ударной армии бригада сливается с 137 осбр, формируется 321-я Чудово-Дновская Краснознамённая стрелковая дивизия.
День праздника бригады — 14 октября.

## Командование
- Иванов Николай Иванович (06.11.41—20.11.41), полковник (отозван СКВО)
- Светляков Анисим Илларионович (21.11.41—03.02.42), полковник (отстранён командиром 1ГвСК)
- Ефремов Василий Владимирович (04.02.42—02.09.42), полковник (переведен с повышением)[7]
- Лавринов Илларион Савельевич (03.09.42—27.03.43), полковник (отстранён командующим 8-й армией)[8]
- Гусак Николай Потапович (28.03.43—01.04.43), подполковник (переведён в другую бригаду)
- Паруликов Павел Акимович (с 01.04.43), полковник[9].

## Награды
31 декабря 1943 года 14-я отдельная стрелковая бригада получила Боевое Красное знамя и грамоту Президиума Верховного Совета СССР. 
За освобождение Старой Руссы Указом Президиума Верховного Совета СССР от 20.02.1944 г. бригада награждена орденом Боевого Красного Знамени.